# ويزلي مونتجومري
ويزلي مونتجومري هو سياسي كندي، ولد في 11 ديسمبر 1859 في برايتون في كندا، وتوفي في 1935 في كندا. حزبياً، نشط في United Farmers of Ontario ‏. وقد انتخب عضو برلمان مقاطعة أونتاريو.